# Liga ACT femenina 2014
La Liga ACT femenina 2014 (conocida como Liga Euskotren 2014 por motivos de patrocinio) fue la sexta edición de la competición femenina de traineras organizada por la Asociación de Clubes de Traineras (ACT). Compitieron 4 equipos encuadrados en un único grupo. La temporada comenzó el 12 de julio en Pedreña (Cantabria) y terminó el 17 de agosto en Zarauz (Guipúzcoa).

## Sistema de competición
Participaron 4 tripulaciones: la trainera ganadora de la edición anterior de la liga acompañada de las 3 mejores tripulaciones después de disputar las dos primeras regatas de la temporada.
De esta manera, la competición constó de dos tipos de regatas:
- Clasificatorias: todas las traineras inscritas participaron en las dos primeras regatas, clasificándose para la Liga ACT femenina Zumaia-Salegi Jatetxea, como ganadora de la edición anterior, y las tres mejores clasificadas.
- Temporada regular: compuesta por seis regatas en las que solo participaron los 4 clubes clasificados.

Los puntos obtenidos en las regatas clasificatorias computaron a efectos de la clasificación final de la liga.
Las regatas clasificatorias de esta temporada se disputaron en modalidad contrarreloj y el resto en una tanda en líneas con cuatro calles. En todos los casos la distancia a bogar en cada regata fue de 1.5 millas náuticas que equivalen a 2778 metros.

## Calendario
Las siguientes regatas se disputaron en 2014.

### Clasificatorias
| Orden | Regata                     | Fecha       | Hora  | Localidad         | Provincia |
| ----- | -------------------------- | ----------- | ----- | ----------------- | --------- |
| 1     | V Bandera Marina de Cudeyo | 12 de julio | 18:30 | Ribamontán al Mar | Cantabria |
| 2     | III Bandera Eusko Label    | 13 de julio | 12:00 | San Sebastián     | Guipúzcoa |

### Temporada regular
Se mantiene numeración correlativa incluyendo las regatas clasificatorias.
| Orden | Regata                            | Fecha        | Hora  | Localidad            | Provincia |
| ----- | --------------------------------- | ------------ | ----- | -------------------- | --------- |
| 3     | III Bandera Euskotren             | 19 de julio  | 18:00 | Pasajes de San Pedro | Guipúzcoa |
| 4     | II Bandera Orio Kanpina           | 20 de julio  | 12:00 | Orio                 | Guipúzcoa |
| 5     | VI Bandera de Guecho              | 26 de julio  | 18:00 | Guecho               | Vizcaya   |
| 6     | I Bandera Petronor                | 27 de julio  | 12:00 | Ciérvana             | Vizcaya   |
| 7     | V Bandera de Zarauz (1ª jornada)  | 16 de agosto | 18:00 | Zarauz               | Guipúzcoa |
| 8     | IV Bandera de Zarauz (2ª jornada) | 17 de agosto | 12:00 | Zarauz               | Guipúzcoa |

## Traineras participantes

### Clasificatorias

#### Puntuaciones
Los puntos se reparten entre las siete participantes en cada regata, excluida la de Zumaia-Salegi Jatetxea al estar ya clasificada como campeona de la temporada anterior.
| Posición | 1.ª | 2.ª | 3.ª | 4.º | 5.º | 6.º | 7.º |
| Puntos   | 7   | 6   | 5   | 4   | 3   | 2   | 1   |

#### Resultados por regata
| Pos. | Club                   | Trainera          | 1 CUD | 2 LAB | Puntos |
| ---- | ---------------------- | ----------------- | ----- | ----- | ------ |
| 2    | San Juan-Iberdrola     | Batelerak         | 2     | 1     | 13     |
| 2    | Hibaika-Jamones Ancin  | Madalen           | 1     | 2     | 13     |
| 3    | Zumaia-Salegi Jatetxea | Telmo Deun        | 3     | 3     | 0      |
| 4    | Samertolameu           | A Terca           | 4     | 4     | 10     |
| 5    | Orio-Babyauto          | Txiki             | 5     | 5     | 8      |
| 6    | Cabo da Cruz           | Cabo da Cruz      | 7     | 6     | 5      |
| 7    | Getaria-Zarautz        | Esperantza        | 6     | 7     | 5      |
| 8    | Santoña-Grupo Tanet    | Virgen del Puerto | 8     | 8     | 2      |

| Color  | Resultado |
| ------ | --------- |
| Oro    | Ganador   |
| Plata  | Segundo   |
| Bronce | Tercero   |
| Verde  | Puntuó    |

### Clubes clasificados
| Equipo                 | Nombre de la trainera | Patrona           | Localidad           | Provincia  |
| ---------------------- | --------------------- | ----------------- | ------------------- | ---------- |
| Samertolameu           | A Terca               | María López       | Meira               | Pontevedra |
| Zumaia-Salegi Jatetxea | Telmo Deun            | Nagore Osoro      | Zumaya              | Guipúzcoa  |
| Hibaika-Jamones Ancin  | Madalen               | Aiala Uribelarrea | Rentería            | Guipúzcoa  |
| San Juan-Iberdrola     | Batelerak             | Inder Paredes     | Pasajes de San Juan | Guipúzcoa  |

Los clubes participantes están ordenados geográficamente, de oeste a este.

### Equipos clasificados por provincia
| Provincia  | N. | Equipos                                                           |
| ---------- | -- | ----------------------------------------------------------------- |
| Guipúzcoa  | 3  | Zumaia-Salegi Jatetxea, Hibaika-Jamones Ancin, San Juan-Iberdrola |
| Pontevedra | 1  | Samertolameu                                                      |

### Clubes no clasificados
| Equipo              | Nombre de la trainera | Patrona                       | Localidad        | Provincia |
| ------------------- | --------------------- | ----------------------------- | ---------------- | --------- |
| Cabo da Cruz        | Cabo da Cruz          | Natalia Tubio                 | Boiro            | La Coruña |
| Santoña-Grupo Tanet | Virgen del Puerto     | Iraide Ruiz, Naiara Fernández | Santoña          | Cantabria |
| Orio-Orialki        | Txiki                 | Nadeth Agirre                 | Orio             | Guipúzcoa |
| Getaria-Zarautz     | Enbata                | Izaro Lestayo                 | Guetaria, Zarauz | Guipúzcoa |

Los clubes participantes están ordenados geográficamente, de oeste a este.

## Clasificación
A continuación se recoge la clasificación en cada una de las regatas disputadas.

### Temporada regular

#### Puntuaciones
Los puntos se reparten entre las cuatro participantes en cada regata.
| Posición | 1.ª | 2.ª | 3.ª | 4.ª |
| Puntos   | 4   | 3   | 2   | 1   |

#### Resultados por regata
Se incluyen los resultados de las regatas clasificatorias para mayor claridad ya que se computan los puntos obtenidos en dichas regatas pero aplicando la tabla de puntuaciones de la temporada regular, esto es, un máximo de 4 puntos por regata.
| Pos. | Club                   | Trainera   | 1 CUD | 2 LAB | 3 TRE | 4 ORI | 5 GUE | 6 PET | 7 ZA1 | 8 ZA2 | Puntos |
| ---- | ---------------------- | ---------- | ----- | ----- | ----- | ----- | ----- | ----- | ----- | ----- | ------ |
| 1    | San Juan-Iberdrola     | Batelerak  | 2     | 1     | 2     | 1     | 1     | 1     | 1     | 1     | 30     |
| 2    | Hibaika-Jamones Ancin  | Madalen    | 1     | 2     | 1     | 2     | 2     | 2     | 2     | 3     | 25     |
| 3    | Zumaia-Salegi Jatetxea | Telmo Deun | 3     | 3     | 4     | 3     | 3     | 3     | 3     | 2     | 16     |
| 4    | Samertolameu           | A Terca    | 4     | 4     | 3     | 4     | 4     | 4     | 4     | 4     | 9      |

#### Palmarés
| Pos. | Club                   | Victorias | Segundos | Terceros | Puntos |
| ---- | ---------------------- | --------- | -------- | -------- | ------ |
| 1    | San Juan-Iberdrola     | 6         | 2        | -        | 30     |
| 2    | Hibaika-Jamones Ancin  | 2         | 5        | 1        | 25     |
| 3    | Zumaia-Salegi Jatetxea | -         | 1        | 6        | 16     |
| 4    | Samertolameu           | -         | -        | 1        | 9      |